# Monte Asto
Il monte Asto (Monte Astu in còrso) è un rilievo montuoso della Corsica alto 1535 m s.l.m..

## Descrizione
La montagna è la cima più alta della cosiddetta serra di Tenda, una piccola catena montuosa che separa i territori del Canale e di Tenda, nella microregione del Nebbio.
La vetta segna il confine tra i comuni di Lama e Sorio. Vi si può accedere con una escursione piuttosto impegnativa con partenza dalla chiesa di Lama (502 m).